# 是姓
是姓為中文姓氏之一，並未收錄於《百家姓》之中，《中國姓氏大全》將其列為「罕見姓」。

## 起源
根據《三國志》是儀列傳，是儀原本是氏姓，後來姓氏被孔融嘲諷「『氏』，『民』無上」而改為是姓，這是是姓的起源之一。

## 軼聞
中國全國是姓人口約8,000餘人，主要居住在江蘇蘇錫常地區。2012年中國媒體曝露了一個叫「是朕」的高考生，引起民眾和網友的興趣，據2006年版本的《江蘇是氏宗譜》顯示還有「是非」、「是否」、「是小小」等奇特名字。

## 延伸阅读
[在维基数据编辑]
 《欽定古今圖書集成·明倫彙編·氏族典·是姓部》，出自陈梦雷《古今圖書集成》